# Zavoljski (Bíkovo)
|  | Per a altres significats, vegeu «Zavoljski». |

Zavoljski (en rus: Заволжский) és un poble (un possiólok) de l'óblast de Volgograd, a Rússia, segons el cens del 2010 tenia 98 habitants. Pertany al districte municipal de Bíkovo.